# Ensamblado (informática)
Ensamblado (en inglés: Assembly), en programación de sistemas informáticos o software de programación , un ensamblado o assembly, es una colección de uno o más archivos o ficheros, agrupados juntos para formar una unidad lógica.

## En.NET Framework
En la plataforma .NET (o .NET framework), un assembly, término que podemos traducir como montaje o ensamblado, contiene el código y los recursos de una aplicación, sea en un solo archivo o en varios, formando una biblioteca de código parcialmente compilado y que constituye un bloque reutilizable, versionable y autodescriptivo de una aplicación de Common Language Runtime, un entorno en tiempo de ejecución que proporciona la plataforma .NET y que ejecuta el código y proporciona servicios que facilitan el proceso de desarrollo.
El mismo ensamblado puede ser usado por distintas aplicaciones, de tal forma que se aloja en el dominio de cada una de ellas, donde el entorno de ejecución es quien se encarga de compartir el código del ensamblado entre los dominios, asegurando que en cada uno de ellos el ensamblado aparece como privado.